# Daniel Wieleba
Daniel Wieleba (ur. 29 stycznia 1979 w Janowie Lubelskim) – polski aktor teatralny, filmowy i telewizyjny, dziennikarz, prezenter radiowy i telewizyjny, który zyskał rozpoznawalność jako Pan Lotto (zastąpił Ryszarda Rembiszewskiego), a także z gościnnego udziału w serialach telewizyjnych i prowadzenia imprez.

## Życiorys

### Wczesne lata
Urodził się w Janowie Lubelskim w rodzinie katolickiej. Już w szkole podstawowej lubił wcielać się w różne postacie. Nauczycielki nie widziały w nim potencjału na aktora ze względu na spokojne usposobienie i nie dano mu wystąpić w przedstawieniu Romeo i Julia. Początkowo chciał zostać księdzem, do trzeciej klasy liceum był ministrantem i codziennie chodził do kościoła. Po maturze wstąpił do Wyższego Seminarium Duchownego w Sandomierzu, jednak po dwóch tygodniach zrezygnował.
Dostał się do prywatnej dwuletniej Szkoły Aktorskiej i Telewizyjnej SPOT w Krakowie (1998–2000). Otrzymał angaż w Teatrze Dzieci Zagłębia im. Jana Dormana w Będzinie (2000–2002) i małą rolę w Teatrze Wyspiańskiego. W 2002 podjął studia we wrocławskiej filii Państwowej Wyższej Szkoły Teatralnej im. Ludwika Solskiego w Krakowie, którą ukończył w 2006.

### Kariera
W 2007 zadebiutował na scenie warszawskiego Teatru Wytwórnia w sztuce Córka Słońca. Następnie związał się z Teatrem Dramatycznym w Warszawie, gdzie wystąpił w Opowieściach o zwyczajnym szaleństwie (reż. Agnieszka Glińska). Od września 2011 do września 2013 na Scenie Współczesnej w Teatrze Stara ProchOFFnia grał rolę tytułową w przedstawieniu Szymona Turkiewicza Fejs Bóg / „FejstuFejs z Wieleba” One Man Show monodram.
We wrześniu 2007 został prezenterem studia Totalizatora Sportowego Studio Lotto w telewizji Polsat, a następnie od stycznia 2010 w TVP Info. Ostatnie losowanie poprowadził 16 lipca 2011. W tym czasie występował w wielu produkcjach telewizyjnych. Od 2 października 2006 do 1 października 2007 pracował jako prezenter pogody w Superstacji. Od 1 marca 2010 z Mają Frykowską prowadził program Lub Czasopisma na antenie Tele 5, gdzie potem był gospodarzem programu Remont na 5. W 2012 wyprodukował autorski program wnętrzarski Wnętrza Daniela emitowany w programie TVP2 Pytanie na śniadanie. W 2013 został wydawcą magazynu wnętrzarskiego pod tym samym tytułem, który jest dystrybuowany w Empikach w całej Polsce.
W latach 2011–2012 był ambasadorem akcji dzieci-dzieciom. Od 2012 występuje w kampanii społecznej Klubu Gaja „Jeszcze żywy karp” oraz jest wiceprezesem Stowarzyszenia Jazzowego „Melomani”. Od 2014 produkuje i prowadzi audycję radiową na 89,4FM Design wg Gwiazd z Anetą Zając, a od 2015 produkuje i prowadzi audycje radiową Radio Kolor Design wg Gwiazd z Tomaszem Jacykowem.
Wziął udział w reklamach Gillette, Ery, KFC, PKO BP, City Self-Storage i Masmix, a także teledyskach wykonawców, takich jak: Sidney Polak, Leszcze, Jarecki, Fresco, G.T.W. („Grubasss”), The Crackers czy Matt5ki („Right Here”).

### Życie prywatne
Przez jakiś czas był związany z aktorką Aleksandrą Mikołajczyk, jednak rozstali się na początku 2012.

## Filmografia

### filmy fabularne
| Rok  | Tytuł                                     | Rola            | Reżyser               |
| ---- | ----------------------------------------- | --------------- | --------------------- |
| 2003 | Krótki film o aniele (filmy offowy)       |                 | Małgorzata Sowizdrzał |
| 2004 | Wielka nieskończona miłość (filmy offowy) |                 | Buber Marcin          |
| 2005 | Rekrutacja (filmy offowy Wrofilm)         |                 | Maciej Molczyk        |
| 2008 | Dominikana (filmy offowy)                 | Marcin          | Jakub Kędziorek       |
| 2009 | Zamiana                                   | bohater serialu | Konrad Aksinowicz     |

### seriale TV
| Rok  | Tytuł                             | Rola                                   |
| ---- | --------------------------------- | -------------------------------------- |
| 2005 | Fala zbrodni                      | Mirek Colik                            |
| 2005 | Tango z aniołem                   | sprzedawca                             |
| 2005 | Fala zbrodni                      | kelner                                 |
| 2006 | Warto kochać                      | przedstawiciel handlowy                |
| 2006 | Hela w opałach                    | Bartek                                 |
| 2007 | Niania                            | Julek, uczestnik „Najcieńszego ogniwa” |
| 2007 | Na dobre i na złe                 | sanitariusz Maciek                     |
| 2007 | Fala zbrodni                      | zamachowiec Nazim                      |
| 2007 | Ekipa                             | mundurowy w schronie                   |
| 2007 | Biuro kryminalne                  | Piotr Radomski                         |
| 2007 | Fala zbrodni                      | Robert Naziński „Nazim”                |
| 2007 | Plebania                          | kierowca Jerzego                       |
| 2008 | Pierwsza miłość                   | policjant Czarek                       |
| 2008 | Agentki                           | właściciel psa                         |
| 2008 | Pierwsza miłość                   | aktor Dariusz Konieczko                |
| 2009 | 39 i pół                          | mężczyzna z laptopem                   |
| 2009 | Świat według Kiepskich            | Gonzo, kolega Mariolki                 |
| 2009 | M jak miłość                      | przechodzień                           |
| 2009 | Biuro kryminalne                  | morderca-gwałciciel                    |
| 2009 | Sędzia Anna Maria Wesołowska      | Jacek Toczydło                         |
| 2010 | Dzieciaki MiniMini                | Paweł, ojciec Kacpra (odc. 14)         |
| 2015 | Barwy szczęścia                   | Piotr Jasieński                        |
| 2018 | Lombard. Życie pod zastaw         |                                        |
| 2018 | Sprawiedliwi – Wydział Kryminalny | Pan Negrusz, bezwzględny biznesmen     |
| 2018 | Gliniarze                         | prezenter (odc. 209)                   |
| 2021 | Kasta (odc. pt. „Oszukana”)       | Krystian Birko                         |

## Programy telewizyjne
- Kocham cię, Polsko! (TVP2) – gość programu
- Jak oni śpiewają (Polsat)
- Szymon Majewski Show (TVN) – gość programu
- Kuba Wojewódzki (TVN) – gość programu
- Hole in the Wall – gość programu
- Miasto kobiet – gość programu
- Jak oni śpiewają – internetowa Ipla (prowadzenie programu)
- Odpukać w niemalowane – gość programu